# مانع بن حماد الجهني
د/ مانع بن حماد الجهني، ولد في مدينة الطائف عام 1361 هـ/ 1942م
• كان أحد المؤسسين وأول أمين عام لرابطة الشباب المسلم العربي التي كانت من أنشط الجمعيات الإسلامية في أمريكا الشمالية.
• عمل أستاذاً مساعداً ثم مشاركاً في قسم اللغة الإنجليزية في جامعة الملك سعود.
• عمل متطوعاً في الفترة المسائية في الندوة العالمية للشباب الإسلامي منذ عام 1403 هـ، وكان أميناً عاماً مساعداً ثم أميناً عاماً لها منذ عام 1406 هـ حتى وفاته عام 1423 هـ.
• اختير عام 1417هـ عضواً في مجلس الشورى وأعيد اختياره لدورة ثانية في عضوية مجلس الشورى عام 1422 هـ.
• له مشاركات متميزة في الدعوة إلى الإسلام باللغة الإنجليزية.
• أشرف على عدد من الكتب والرسائل التعريفية التي تقدم الإسلام لغير المسلمين، وتُرجم معظمها إلى أكثر من خمسين لغة من لغات العالم.
رأس عدة منظمات:
- الأمين العام الندوة العالمية للشباب الإسلامي
- المجلس العالمي للتعريف بالإسلام في المملكة المتحدة (بريطانيا).
- معهد التربية والتعليم لدعوة غير المسلمين في الولايات المتحدة (شيكاغو).

وكان عضواً في:
- مجلس إدارة اللجنة الخيرية الإسلامية العالمية في الكويت.
- الهيئة العالمية للتعريف بالإسلام من خلال الإنترنت.
- المجلس الإسلامي العالمي للدعوة والإغاثة.
- المجلس الأعلى للشؤون الإسلامية.
- عضو الهيئة العليا لمساعدة مسلمي البوسنة والهرسك.
- عضو في عدد من لجان وزارة الشؤون الإسلامية.

## المصدر
الندوة العالمية للشباب الإسلامي